# スポーツ健康医療専門学校
スポーツ健康医療専門学校（すぽーつけんこういりょう せんもんがっこう）は、東京都墨田区にある専修学校。学校法人エイジェック学園が運営する。

## 沿革
2000年 学校法人了徳寺学園が、了徳寺学園医療専門学校を設置。
2021年8月30日 エイジェックグループに入る。
2022年4月1日 学校法人エイジェック学園ならびにスポーツ健康医療専門学校に名称変更した。

## 設置学科
各学科は3年制、昼間部（午前・午後）。スポーツトレーナー、柔道整復師、はり師・きゅう師、美容施術者を養成している。
- 柔道整復学科[4]
- 鍼灸学科[5]

## 施設
系列・附属施設
- 専門学校付属 両国駅前スポーツ健康医療鍼灸接骨院

## 部活動
- 柔道部[6]
- 陸上部
- 女子硬式野球部（2023年創部）

## アクセス
所在地は、〒130-0026　東京都墨田区両国4-27-4。
JR総武本線両国駅から徒歩2分、都営地下鉄大江戸線両国駅から徒歩5分。沿道は国道14号。